# Maleinsäurehydrazid
Maleinsäurehydrazid zählt zur Gruppe der Wachstumsregulatoren und chemisch zur Gruppe der Heterocyclen und Hydrazide. Unter Normalbedingungen ist Maleinsäurehydrazid ein weißer, kristalliner Feststoff. Die Substanz ist geruchlos und schwer löslich.

## Wirkung
Maleinsäurehydrazid wird seit 1952 im Pflanzenbau eingesetzt. Die Substanz wirkt systemisch und wird in den Leitungsbahnen der Pflanzen (Phloem und Xylem) bis in die Wurzelvegetationspunkte transportiert. Dort unterbindet Maleinsäurehydrazid die Zellteilung (Mitose) in den Bildungsgeweben (Meristemen) und verhindert so wochenlang Austrieb und Wurzelwachstum.

## Darstellung
Maleinsäurehydrazid kann aus der Hydrazinolyse von Maleinsäureanhydrid beziehungsweise Maleinsäure dargestellt werden.

## Eigenschaften
Die mittels DSC bestimmte Zersetzungswärme beträgt −66 kJ·mol−1 bzw. −590 kJ·kg−1.

## Verwendung
Der Wachstumsregulator Maleinsäurehydrazid wird im Pflanzenanbau als wachstumshemmender Wirkstoff eingesetzt. Er kommt hauptsächlich bei der Produktion von Nahrungsmitteln (Kartoffeln, Zwiebeln) zum Einsatz. Maleinsäurehydrazid wird außerdem als Wachstumsregulator bei der Unkrautbekämpfung verwendet.
Wirkstoffe von Pflanzenschutzmitteln unterliegen strengen Richtlinien. Ihre Toxikologie wird intensiv untersucht, um Gefahren beim Anwender/Konsumenten vorzubeugen. Im Rahmen dieser kontinuierlichen Untersuchungen wurde 1979 ein vollständiges Anwendungsverbot für Maleinsäurehydrazid und bestimmte seiner Salze mit einem Gehalt von > 1 mg/kg Hydrazin ausgesprochen (EU-Richtlinie 79/117/EWG geändert durch die Richtlinie 90/533/EWG). Der Grund für das damalige Anwendungsverbot bestand in Verunreinigungen von Maleinsäurehydrazid mit Hydrazin, die bei der Herstellung von Maleinsäurehydrazid entstanden waren. Maleinsäurehydrazid selbst war und ist toxikologisch unbedenklich. In der Zwischenzeit wurde der Herstellungsprozess von Maleinsäurehydrazid verändert und optimiert. Seit dem 1. Januar 2004 ist Maleinsäurehydrazid in Anhang I der EU-Pflanzenschutzmittelrichtlinie 91/414/EWG als positiv geprüfter und damit in der EU erlaubter Wirkstoff aufgenommen. Es darf damit in Pflanzenschutzmitteln eingesetzt werden. Der Wirkstoff Maleinsäurehydrazid ist im Rahmen der Annex 1-Listung auf EU-Ebene nach den einheitlichen, strengen Bewertungsgrundsätzen (Annex VI) 91/414/EL als nicht mutagen und nicht karzinogen eingestuft worden.
Die Weltgesundheitsorganisation WHO hat Maleinsäurehydrazid als sogenannte „Tabelle 5 Substanz“ klassifiziert, von der bei ordnungsgemäßem Gebrauch keine Gefahr für Anwender und Umwelt ausgeht.
Präparate mit diesem Wirkstoff sind als Wachstumsregler (keimhemmende Wirkung) bei Kartoffeln und Zwiebelgewächsen in Deutschland und in der Schweiz (dort auch zur Seitentriebshemmung bei Tabak) zugelassen. In Kombination mit dem Wirkstoff Pelargonsäure sind in Deutschland, Österreich und der Schweiz Herbizidprodukte für die Anwendung im Zierpflanzenbau sowie auf Nichtkulturland und Wegen zugelassen.